# Afire Love
"Afire Love"   é uma canção gravada pelo cantor e compositor britânico Ed Sheeran, contida em seu segundo álbum de estúdio x (2014). A canção é sobre o avô falecido de Sheeran, que sofria da doença de Alzheimer. A canção foi produzido por Johnny McDaid integrante da banda Snow Patrol, contém demonstrações de "Remembering Jenny", composta por Christopher Beck para a trilha sonora da série de televisão americana Buffy the Vampire Slayer.
A canção foi lançada como um download "instant grat" através da iTunes Store em 16 de Junho de 2014, servindo como o terceiro dos sete singles promocionais de x. Devido aos elevados números de streaming, todas as 12 faixas do álbum, incluindo "Afive Love" entram na parada de singles do Reino Unido

## Fundo e composição
A música é sobre o falecido avô de Sheeran, que sofreu da doença de Alzheimer  por 20 anos. Ele morreu da doença em dezembro de 2013, duas semanss depois de Sheeran ter começado a escrever sobre isso. Ele terminou a música no funeral do avô. Antes do lançamento do álbum, Ed também prestou homenagem no Grammy Awards de 2014, em que usou uma gravata que pertenceu ao avô.
As letras discute a reação de Sheeran com a doença como uma criança por todo o caminho até o funeral de seu avô. Nos versos anteriores ao primeiro refrão, Sheeran relata as circunstâncias atuais sobre a doença de seu avô. Por exemplo, ele retrata o momento em que seu avô perdeu a capacidade de reconhecer o rosto de seu neto: "Meu pai me disse: filho / Não é culpa dele que ele não sabe o seu rosto / E você não é o único. ". O refrão diz sobre "o poderoso amor entre seus avós ", em que o avô disse a sua avó:" Coloque seus lábios abertos nos meus e lentamente deixá-los fechados / para eles são projetados para estar juntos / com seu corpo ao lado do meu, nossos corações batem como um / e estamos incendiados, estamos em chamas no amor. ". A canção termina com Sheeran e sua família aparentemente cantando "Hallelujah" no funeral.
Sheeran gravou "Afire Love" em no estúdio Cocoloco em Los Angeles, e os estúdios Sphere e Metrópole em Londres. Foi produzida pelo membro do Snow Patrol Johnny McDaid e projetada por McDaid e Geoff Swan. Os elementos de amostras de trilha de "Remembering Jenny", que foi composta por Christophe Beck para a trilha sonora da série de televisão americana Buffy the Vampire Slayer. A balada é orientada por piano e tem uma batida de "grooving".

## Desempenho nas tabelas musicais
| Tabela musical (2014)                      | Melhor posição |
| ------------------------------------------ | -------------- |
| Bélgica (Ultratop 50 de Flandres)          | 46             |
| Bélgica (Ultratop 50 da Valônia)           | 44             |
| Canadá (Canadian Hot 100)                  | 41             |
| Dinamarca (Hitlisten)                      | 5              |
| Europa (Billboard Euro Digital Song Sales) | 5              |
| França (SNEP)                              | 37             |
| Irlanda (IRMA)                             | 82             |
| Irlanda (Ireland Digital Songs)            | 2              |
| Países Baixos (Single Top 100)             | 38             |
| Portugal (Portugal Digital Songs)          | 9              |
| Espanha (PROMUSICAE)                       | 40             |
| Suécia (Sweden Digital Songs)              | 5              |
| Reino Unido (UK Singles Chart)             | 59             |
| Estados Unidos (Billboard Hot 100)         | 37             |